# ريتشارد إل. إبرامز
ريتشارد إل. إبرامز (بالإنجليزية: Richard L. Abrams)‏ هو فيزيائي أمريكي، ولد في 20 أبريل 1941.